# Tort Dobosa
Tort Dobosa (tort Dobosza) – odmiana tortu wymyślona przez budapesztańskiego cukiernika Józsefa Dobosa.
Na tort Dobosza składa się ciasto biszkoptowe, przekładane kremem zawierającym masło, cukier, sproszkowane kakao i jajka. W okresie rozkwitu Austro-Węgier tort ten popularny był w Wiedniu, w Budapeszcie oraz w Galicji.

## Oryginalny przepis

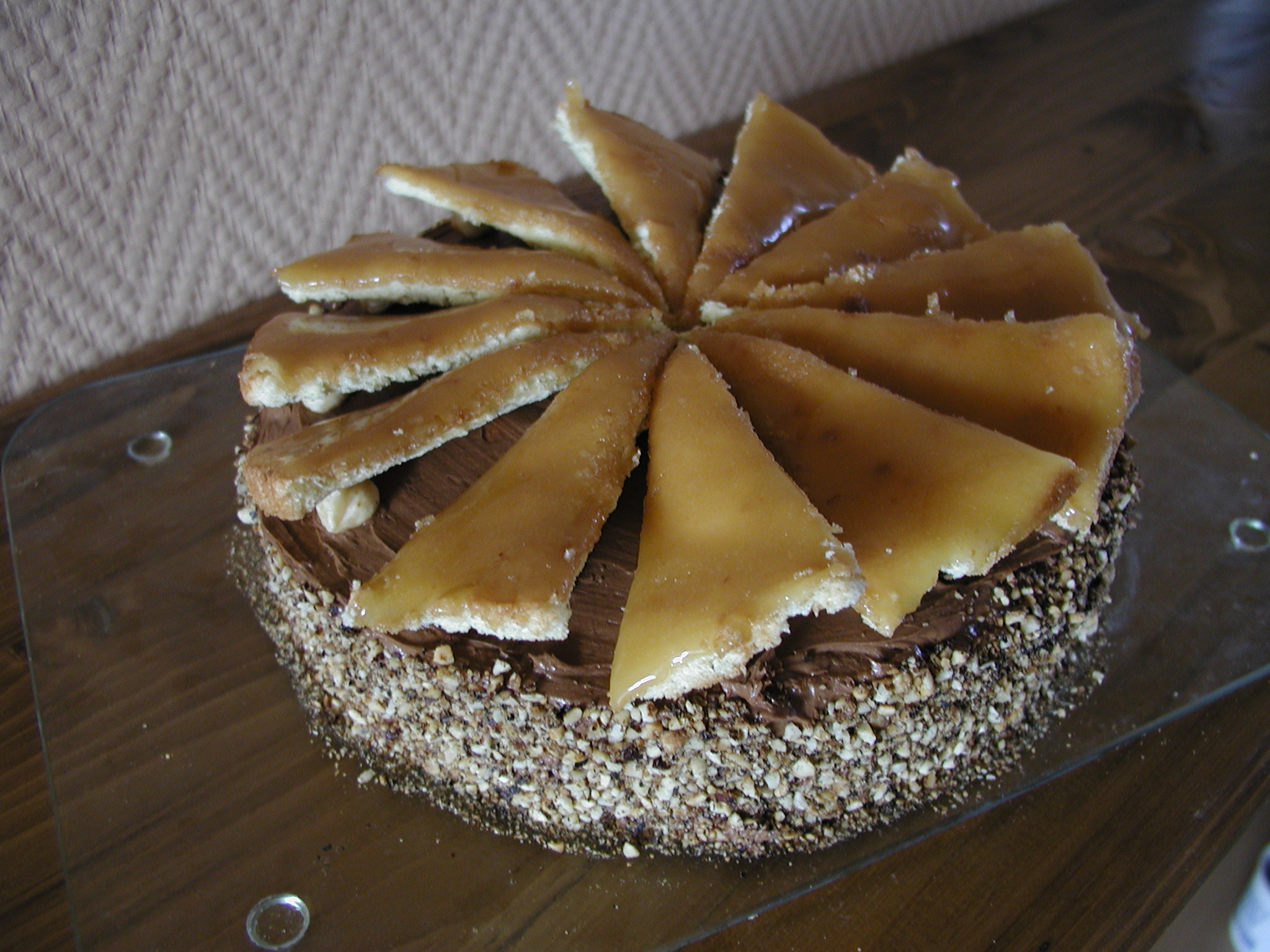
Domowy tort Dobosza

Do wykonania tortu o średnicy 22 cm potrzeba 6 blatów biszkoptowych.
Przepis: 6 żółtek jaja dobrze mieszamy z 3 łutami (5 dag) cukru pudru, 6 białek ubijamy na sztywną pianę z 3 łutami (5 dag) cukru pudru i następnie mieszamy z wymieszanymi żółtkami, 6 łutami (10 dag) mąki i 2 łutami (3,5 dag) roztopionego masła.
Do zrobienia kremu na jeden tort potrzeba: 4 całe jajka, 12 łutów (20 dag) cukru pudru, 14 łutów (23,5 dag) masła śmietankowego, 2 łuty stałej miazgi kakaowej (3,5 dag), 1 łut (1,7 dag) cukru waniliowego , 2 łuty (3,5 dag) masła kakaowego, 1 tabliczka czekolady (20 dag). Wspomniane 4 jajka mieszamy na ogniu z 12 łutami cukru pudru i kiedy są już ciepłe, zdejmujemy z ognia i mieszamy aż ostygną. W drugim naczyniu mieszamy 14 łutów masła, potem dodajemy 1 łut cukru pudru, 2 łuty roztopionej miazgi kakaowej i 12 łutów podgrzanej do miękkości tabliczki czekolady. Gotową, chłodną jajeczną masę wlewamy do tej mieszaniny i po dokładnym ich wymieszaniu rozprowadzamy na pięciu biszkoptowych blatach, a szósty pokrywamy skarmelizowanym cukrem i kroimy na 20 części.